# Quarnbek
Quarnbek er en kommune og en by i det nordlige Tyskland, beliggende i Amt Achterwehr under Kreis Rendsborg-Egernførde. Kreis Rendsborg-Egernførde ligger i den centrale del af delstaten Slesvig-Holsten.

## Geografi
I kommunen ligger landsbyerne Dorotheenthal, Flemhude, Heitholm, Holm, Landwehr, Rajensdorf, Reimershof, Stampe, Strohbrück og Ziegelhof.
Kommunen grænser mod nord til Kielerkanalen, som i Landwehr kan krydses med en gratis færge. Achterwehrer Schifffahrtskanal (de) der forbinder Kielerkanalen med Flemhuder See (de), går gennem kommunens område. Både selve Achterwehrer Kanal og en sluse mellem den og Kielerkanalen er fredet som mindesmærker. Begge byggerier stammer fra 1913.